# Sul Baiano
Sul Baiano is een van de zeven mesoregio's van de Braziliaanse deelstaat Bahia. Zij grenst aan de Atlantische Oceaan in het oosten, de deelstaten Espírito Santo in het zuiden en Minas Gerais in het zuidwesten en de mesoregio's Centro-Sul Baiano in het noordwesten en Metropolitana de Salvador in het noorden. De mesoregio heeft een oppervlakte van ca. 54.642 km². Midden 2004 werd het inwoneraantal geschat op 2.023.296.
Drie microregio's behoren tot deze mesoregio:
- Ilhéus-Itabuna
- Porto Seguro
- Valença

Mesoregio's: Centro-Norte Baiano · Centro-Sul Baiano · Extremo Oeste Baiano · Metropolitana de Salvador · Nordeste Baiano · Sul Baiano · Vale São-Franciscano da Bahia

Microregio's: Alagoinhas · Barra · Barreiras · Bom Jesus da Lapa · Boquira · Brumado · Catu · Cotegipe · Entre Rios · Euclides da Cunha · Feira de Santana · Guanambi · Ilhéus-Itabuna · Irecê · Itaberaba · Itapetinga · Jacobina · Jequié · Jeremoabo · Juazeiro · Livramento do Brumado · Paulo Afonso · Porto Seguro · Ribeira do Pombal · Salvador · Santa Maria da Vitória · Santo Antônio de Jesus · Seabra · Senhor do Bonfim · Serrinha · Valença · Vitória da Conquista